# Gesellenbrief
Der Gesellenbrief ist eine Urkunde, die in den Handwerksberufen nach bestandener Gesellenprüfung dem Gesellen ausgehändigt wird. In anderen Branchen spricht man von Facharbeiterbrief, in Handelsberufen von Kaufmannsgehilfenbrief.

## Geschichte

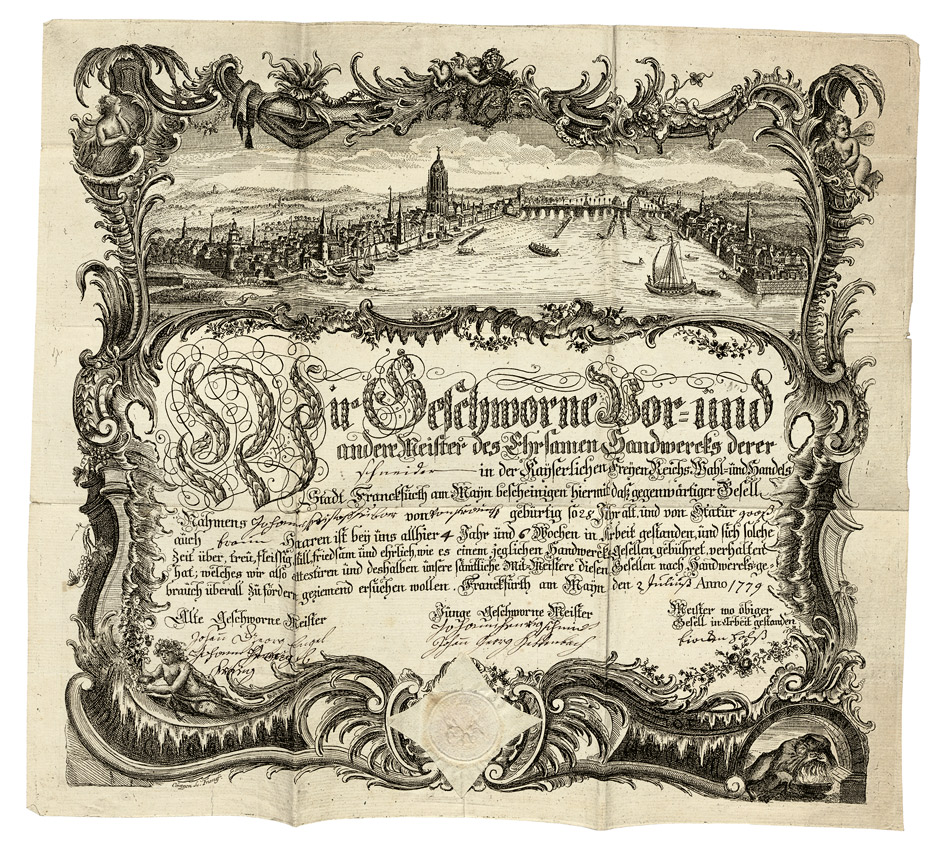
Gesellenbrief Schneiderzunft Frankfurt 1779

Der Gesellenbrief entstammt der historischen zünftischen Handwerksausbildung und ist das Anerkennungsschreiben, das der Meister dem Lehrling zur Bestätigung aushändigt. Es hatte amtlichen Charakter, weil der Meister zur Ausbildung und Leistungsbeurteilung berechtigt war. Es folgte das zeremonielle Freisprechen mit dem zünftischen Treuegelöbnis.
Heute gibt es in den deutschsprachigen Ländern keine reine Lehrausbildung mehr, sondern die duale Ausbildung mit Schulbesuch. Sie wird durch eine Gesellenprüfung und eine Schulabschlussprüfung abgeschlossen. Die Prüflinge erhalten nach erfolgreichem Abschluss zur Bestätigung den Gesellenbrief, das Gesellenprüfungszeugnis und das Schulabschlusszeugnis. Mit dem Tag der Aushändigung des Gesellenbriefs haben sie Anspruch auf Gesellenlohn.

## Deutschland
Dem Gesellenprüfungszeugnis gleichgestellt sind die in verschiedenen Berufen als Abschlusszeugnis erteilten Facharbeiterbriefe oder Prüfungszeugnisse. Nicht zu verwechseln ist der Gesellenbrief mit dem gesetzlich vorgeschriebenen Gesellenprüfungszeugnis.
Seit der Novellierung der Handwerksordnung kann nach einer bestandenen Gesellenprüfung eine Meisterschule besucht werden. Eine früher geforderte mindestens 3-jährige Berufserfahrung als Geselle ist seit dem 1. Januar 2004 nicht mehr notwendig.

## Österreich
In Österreich erhält man den Gesellenbrief:
- bei einem Berufsabschluss mit der Lehrabschlussprüfung (LAP) in der dualen Ausbildung Lehre/Berufsschule
- mit der Abschlussprüfung (AP) einer berufsbildenden mittleren Schule (BMS, Fachschule) mit Option auf Gewerbeberechtigung nach 2-jähriger Berufspraxis
- mit der Reife- und Diplomprüfung einer berufsbildenden höheren Schule (BHS), direkt mit Gewerbeberechtigung
- mit dem Abschluss eines Kollegs, dem Lehrgang zum Beruf für Maturanten, direkt mit Gewerbeberechtigung
- und bei einigen anderen Lehrgängen, die mit einem (Berufs-)Diplom enden

## Schweiz
In der Schweiz erhalten Lernende nach dem Abschluss einer Lehre:
- das Eidgenössische Fähigkeitszeugnis (EFZ), bei einer drei- oder vierjährigen Lehre
- ein Eidgenössisches Berufsattest (EBA), bei einer zweijährigen Lehre
- unabhängig von der Länge der Lehre:
  - ein Lehrzeugnis, welches einem Arbeitszeugnis für die Zeit der Lehre entspricht
  - einen Notenausweis, der die Noten der Berufsschule und Lehrabschlussprüfung (LAP) enthält. (Kann direkt im EFZ oder EBA enthalten sein.)

Maturanden (Gymnasium oder BMS) erhalten einen Maturitätsausweis.